# Joel Silva
Joel Filipe Organista da Silva, noto semplicemente come Joel Silva (Porto, 11 febbraio 2003), è un calciatore portoghese, centrocampista del Nacional.

## Carriera
Cresciuto nel settore giovanile del Boavista, ha esordito in prima squadra il 27 agosto 2022, in occasione dell'incontro di Primeira Liga perso per 0-3 contro il Benfica.

## Statistiche

### Presenze e reti nei club
Statistiche aggiornate al 30 aprile 2023.
| Stagione        | Squadra         | Campionato      | Campionato | Campionato | Coppe nazionali | Coppe nazionali | Coppe nazionali | Coppe continentali | Coppe continentali | Coppe continentali | Altre coppe | Altre coppe | Altre coppe | Totale | Totale |
| Stagione        | Squadra         | Comp            | Pres       | Reti       | Comp            | Pres            | Reti            | Comp               | Pres               | Reti               | Comp        | Pres        | Reti        | Pres   | Reti   |
| --------------- | --------------- | --------------- | ---------- | ---------- | --------------- | --------------- | --------------- | ------------------ | ------------------ | ------------------ | ----------- | ----------- | ----------- | ------ | ------ |
| 2022-2023       | Boavista        | PL              | 6          | 0          | CP+CdL          | 0+3             | 0               |                    | -                  | -                  |             | -           | -           | 9      | 0      |
| Totale carriera | Totale carriera | Totale carriera | 6          | 0          |                 | 3               | 0               |                    | -                  | -                  |             | -           | -           | 9      | 0      |